# Équitation aux Jeux olympiques d'été de 1992
Navigation
Séoul 1988 Atlanta 1996
L'équitation est présente aux Jeux olympiques d'été de 1992 avec six épreuves issues de trois disciplines disputées en individuel et par équipe : le concours complet, le dressage et le saut d'obstacles. Trente-quatre nations représentées par 216 athlètes prennent part à la compétition. L'Allemagne remporte le plus grand nombre de médailles lors de ces compétitions équestres avec sept médailles dont trois en or. L'Australie remporte quant à elle deux médailles d'or et les Pays-Bas trois médailles mais seulement une en or.
La particularité de cette édition se situe au niveau des conditions climatiques dans lesquelles se sont déroulées les épreuves équestres. Les fortes températures constatées au cours de l'été madrilène ont eu un fort impact sur les chevaux au cours du concours, en particulier lors de l'épreuve de cross. Cet événement a permis une prise de conscience quant au peu d'études scientifiques existantes jusqu'alors sur l'acclimatation des athlètes équins. Les problématiques rencontrées lors de ces jeux ont ainsi été exploitées afin d'assurer de meilleures conditions sportives aux chevaux lors des Jeux d'Atlanta en 1996.

## Organisation

### Site des compétitions
Les épreuves équestres se sont principalement tenues sur le site du Real Club de Polo de Barcelone, qui a nécessité des aménagements importants pour l'occasion, exécutés et financés entièrement par le comité olympique. Les épreuves de sauts d'obstacles, de dressage ainsi que la finale du complet s'y sont jouées. Mise  part la finale, l'ensemble des épreuves du complet se sont déroulées à 70 km de Barcelone au pôle équestre El Montanyà sur un site de près de 200 hectares,.

### Calendrier
Les épreuves équestres se sont déroulées du jeudi 28 juillet au dimanche 9 août 1992 avec quatre journées sans épreuve, le 31 juillet et le 1er, le 6 et le 8 août,.
| Jour (juillet puis août)     | 27 | 28 | 29 | 30 | 31 | 1er | 2 | 3 | 4 | 5 | 6 | 7 | 8 | 9 |
| ---------------------------- | -- | -- | -- | -- | -- | --- | - | - | - | - | - | - | - | - |
| Dressage individuel          |    |    |    |    |    |     | C | C |   | F |   |   |   |   |
| Dressage par équipes         |    |    |    |    |    |     | C | F |   |   |   |   |   |   |
| Saut d'obstacles individuel  |    |    |    |    |    |     |   |   | C |   |   | C |   | F |
| Saut d'obstacles par équipes |    |    |    |    |    |     |   |   | F |   |   |   |   |   |
| Concours complet individuel  | C  | C  | C  | F  |    |     |   |   |   |   |   |   |   |   |
| Concours complet par équipes | C  | C  | C  | F  |    |     |   |   |   |   |   |   |   |   |

## Participation
Lors de cette édition, 34 nations ont participé aux épreuves équestres des jeux, représentées par 216 athlètes. Sept pays ont été capables d'engager le maximum de concurrents possibles par nation, soit douze athlètes : la France, la Grande-Bretagne, l'Allemagne, l'Italie, les Pays-Bas, la Suède et les États-Unis. La Croatie, les Philippines et l'Afrique du Sud font leur première participation équestre aux Jeux olympiques cette année-là.
| - Afrique du Sud (3) - Allemagne (3) - Australie (5) - Autriche (5) - Belgique (8) - Bermudes (3) - Brésil (6) - Bulgarie (1) - Canada (11) - Colombie (3) |  | - Corée du Sud (5) - Croatie (1) - Danemark (7) - Égypte (1) - Espagne (9) - États-Unis (12) - Finlande (1) - France (12) - Grande-Bretagne (12) - Hongrie (5) |  | - Îles Vierges américaines (1) - Irlande (9) - Italie (12) - Japon (9) - Mexique (6) - Norvège (1) - Nouvelle-Zélande (7) - Pays-Bas (12) - Philippines (1) - Pologne (4) |  | - Portugal (5) - Russie (8) - Suisse (7) - Suède (12) |

## Épreuves
Six titres issus de trois disciplines sont disputés à l'occasion de ces Jeux olympiques d'été de 1992.
| Discipline       | Individuel | Par équipe | Total |
| ---------------- | ---------- | ---------- | ----- |
| Dressage         | 1          | 1          | 2     |
| Saut d'obstacles | 1          | 1          | 2     |
| Concours complet | 1          | 1          | 2     |
| Total            | 3          | 3          | 6     |

## Compétition
Les jeux de 1992 présentent six épreuves équestres : le complet en individuel et par équipe, le dressage en individuel en individuel et par équipe et le saut d'obstacles en individuel et par équipe.

### Saut d’obstacles
87 couples en provenance de 30 délégations ont pris part à la compétition. La compétition par équipe s'est déroulée le 4 août en deux manches, manches en l’occurrence qualificatives à la compétition individuelle. Une troisième manche qualificative s'est tenue le 7 août, mais celle-ci n'étant pas obligatoire, les cavaliers déjà qualifiés ne s'y sont pas présentés ou n'ont passé que quelques obstacles pour ménager leurs chevaux, au grand dam des spectateurs. La finale a eu lieu le 9 août.
D'après l'analyse du magazine l'Éperon, le chef de piste, Nicholas Alvares de Bahorques, a réalisé pour ces Jeux des tours très gros, avec plusieurs obstacles présentant des pièges, notamment visuels, qui ont augmenté le nombre de fautes. Les obstacles présentent un design très creux avec de grands vides, certaines barres marrons se mélangeant même visuellement avec le sol de la carrière.

#### Individuel
La compétition individuelle est remportée par l'allemand Ludger Beerbaum qui réalise deux très beaux parcours sans pénalités et dans les temps. La médaille d'argent est pour le néerlandais Piet Raymakers qui totalise 0,25 points de pénalité et la médaille de bronze est remportée par l'américain Norman Dello Joio et ses 4,75 points,.
| Médaille           | Pays       | Nom               | Cheval        |
| ------------------ | ---------- | ----------------- | ------------- |
| Médaille d'or      | Allemagne  | Ludger Beerbaum   | Classic Touch |
| Médaille d'argent  | Pays-Bas   | Piet Raymakers    | Ratina Z      |
| Médaille de bronze | États-Unis | Norman Dello Joio | Irish         |

#### Par équipe
Alors qu'ils n'étaient pas attendus, ce sont les Pays-Bas qui remportent la compétition par équipe avec 12 points,, le pays n'étant pas monté sur le podium dans la discipline depuis 1936. Autre surprise, l'Autriche remporte l'argent avec 16,75 points, et monte pour la première fois de son histoire en équipe sur le podium depuis la création des Jeux olympiques. La France repart avec la médaille de bronze et 24,75 points, notamment grâce aux deux très bons parcours d'Hervé Godignon et de Quidam de Revel. L'Espagne, pourtant bien placée dans les pronostics pour remporter une médaille au vu de la qualité de ses cavaliers et de ses chevaux, termine à la quatrième place avec 25,5 points,.
| Médaille           | Pays     | Nom             | Cheval            |
| ------------------ | -------- | --------------- | ----------------- |
| Médaille d'or      | Pays-Bas | Piet Raymakers  | Ratina Z          |
| Médaille d'or      | Pays-Bas | Bert Romp       | Waldo E           |
| Médaille d'or      | Pays-Bas | Jan Tops        | Top Gun La Silla  |
| Médaille d'or      | Pays-Bas | Jos Lansink     | Egano             |
| Médaille d'argent  | Autriche | Boris Boor      | Love Me Tender    |
| Médaille d'argent  | Autriche | Jörg Münzner    | Graf Grande       |
| Médaille d'argent  | Autriche | Hugo Simon      | Apricot D         |
| Médaille d'argent  | Autriche | Thomas Frühmann | Genius            |
| Médaille de bronze | France   | Hervé Godignon  | Quidam de Revel   |
| Médaille de bronze | France   | Hubert Bourdy   | Razzina du Poncel |
| Médaille de bronze | France   | Michel Robert   | Nonix             |
| Médaille de bronze | France   | Éric Navet      | Quito de Baussy   |

### Dressage
49 couples en provenance de 19 délégations ont pris part à la compétition. La compétition par équipe s'est déroulée les 2 et 3 août, servant d'épreuves qualificatives à la compétition individuelle qui s'est tenue le 5 août.

#### Individuel
Le couple Nicole Uphoff et Rembrandt domine la compétition et remporte très aisément la médaille d'or, avec un total de 1626 points.  La cavalière remporte ainsi son deuxième titre olympique en individuel après Séoul,. Les excellentes transitions piaffer-passage et passage-galop de Rembrandt ont été saluées par la presse spécialisée. Deux autres cavaliers allemands, Isabell Werth et Klaus Balkenhol, remportent respectivement la médaille d'argent et la médaille de bronze avec 1551 points et 1515 points.
| Médaille           | Pays      | Nom             | Cheval     |
| ------------------ | --------- | --------------- | ---------- |
| Médaille d'or      | Allemagne | Nicole Uphoff   | Rembrandt  |
| Médaille d'argent  | Allemagne | Isabell Werth   | Gigolo FRH |
| Médaille de bronze | Allemagne | Klaus Balkenhol | Goldstern  |

#### Par équipe
Au vu des résultats individuels, l'Allemagne remporte tout naturellement la médaille d'or avec 5224 points. Les Pays-Bas obtiennent la médaille d'argent avec 4742 points et les États-Unis prennent la médaille de bronze avec 4643 points,. Cette médaille de bronze américaine est particulièrement due à la prestation de Carol Lavell et son cheval Gifted.
| Médaille           | Pays       | Nom                      | Cheval      |
| ------------------ | ---------- | ------------------------ | ----------- |
| Médaille d'or      | Allemagne  | Klaus Balkenhol          | Goldstern   |
| Médaille d'or      | Allemagne  | Nicole Uphoff            | Rembrandt   |
| Médaille d'or      | Allemagne  | Monica Theodorescu       | Grunox      |
| Médaille d'or      | Allemagne  | Isabell Werth            | Gigolo FRH  |
| Médaille d'argent  | Pays-Bas   | Maria Bartels de Vries   | Courage     |
| Médaille d'argent  | Pays-Bas   | Anky van Grunsven        | Bonfire     |
| Médaille d'argent  | Pays-Bas   | Ellen Bontje             | Larius      |
| Médaille d'argent  | Pays-Bas   | Annemarie Sanders-Keyzer | Montreux    |
| Médaille de bronze | États-Unis | Robert Dover             | Lectron     |
| Médaille de bronze | États-Unis | Carol Lavell             | Gifted      |
| Médaille de bronze | États-Unis | Charlotte Bredahl        | Monsieur    |
| Médaille de bronze | États-Unis | Michael Poulin           | Graf George |

### Concours complet
82 couples en provenance de 25 délégations ont pris part à la compétition. Chaque délégation a pu inscrire quatre couples cheval/cavalier. Le concours débute les 27 et 28 juillet avec la discipline du dressage. Les épreuves de cross et d'endurance se déroulent le 29 juillet avec un routier (phase A), suivi d'un steeplechase (phase B), d'un nouveau routier (phase C) et enfin du cross (phase D). Le cross est constitué de 33 obstacles répartis sur un parcours de 7 410 m à réaliser en 13 minutes maximum. La finale du concours s'est déroulée quant à elle le 30 juillet.
Le parcours de cross construit par Wolfgang Feld a suscité de nombreuses réactions. Il présente la particularité de posséder deux facettes très différentes : le chemin le plus direct, également le plus rapide, s'est avéré extrêmement difficile, alors que son alternative, plus longue, est beaucoup plus facile. Seuls les meilleurs couples ont pu tenter les passages les plus directs, les cavaliers moins aguerris risquant l'accident. Les magazines équestres français portent ainsi un regard assez sévère sur le déroulement de l'épreuve. Cheval Magazine regrette que certains cavaliers expérimentés aient pris les options longues, rendant le spectacle « peu excitant ». Les journalistes du magazine constatent également que le temps accordé sur l'ensemble des épreuves de fond était insuffisant. Sur le cross, le meilleur cavalier a terminé avec des pénalités de retard alors qu'il a pris le parcours le plus difficile et qu'il a été le plus rapide. Le deuxième routier a également posé un problème, le terrain n'offrant pas de lignes droites et planes, le temps requis était sous-estimé. Le magazine L'Éperon, quant à lui, regrette le peu d'imagination du décor. Pour ce qui est de la problématique du cross à deux niveaux, le magazine en revanche la comprend, l'esprit olympique voulant qu'un maximum de concurrents parviennent au bout de l'épreuve.

#### Individuel
À l'issue du dressage, c'est l'allemand Matthias Andreas Baumann montant Alabaster qui mène le classement. Il est suivi par deux cavaliers britanniques. 82 chevaux prennent le départ de l'épreuve de cross et 70 parviennent à terminer le parcours. L'épreuve est remportée par l'australien Matthew Ryan. Lors de la finale, ce dernier maintient sa place en tête du classement et remporte la médaille d'or avec 70 points de pénalité. La médaille d’argent est remportée par Herbert Blöcker pour l'Allemagne avec 81,3 points et Blyth Tait remporte la médaille de bronze avec 87,6 points,.
Le classement individuel est établi par l'addition des points de pénalité des trois épreuves.
| Médaille           | Pays             | Nom             | Cheval        |
| ------------------ | ---------------- | --------------- | ------------- |
| Médaille d'or      | Australie        | Matthew Ryan    | Kibah Tic Toc |
| Médaille d'argent  | Allemagne        | Herbert Blöcker | Feine Dame    |
| Médaille de bronze | Nouvelle-Zélande | Blyth Tait      | Messiah       |

#### Par équipe
Le classement par équipe est établi par la somme des trois meilleurs scores individuels réalisée au cours des trois épreuves. 
Au terme des épreuves d'endurance, la Nouvelle-Zélande est en tête suivie par l'Australie et l'Allemagne. Mais lors de l'épreuve de sauts d'obstacles, le néo-zélandais Andrew Nicholson renverse neuf obstacles, le faisant passer de la seconde place à la seizième place, et rétrogradant ainsi son équipe à la médaille d'argent au classement final avec 290,8 points. L'or est donc gagné par l'Australie avec 288,6 points et le bronze va à l'Allemagne qui totalise 300,3 points,.
| Médaille           | Pays             | Nom              | Cheval           |
| ------------------ | ---------------- | ---------------- | ---------------- |
| Médaille d'or      | Australie        | David Green      | Duncan II        |
| Médaille d'or      | Australie        | Gillian Rolton   | Peppermint Grove |
| Médaille d'or      | Australie        | Andrew Hoy       | Kiwi             |
| Médaille d'or      | Australie        | Matthew Ryan     | Kibah Tic Toc    |
| Médaille d'argent  | Nouvelle-Zélande | Blyth Tait       | Missiah          |
| Médaille d'argent  | Nouvelle-Zélande | Andrew Nicholson | Spinning Rhombu  |
| Médaille d'argent  | Nouvelle-Zélande | Mark Todd        | Welton Greylag   |
| Médaille d'argent  | Nouvelle-Zélande | Victoria Latta   | Chief            |
| Médaille de bronze | Allemagne        | Herbert Blöcker  | Feine Dame       |
| Médaille de bronze | Allemagne        | Ralf Ehrenbrink  | Kildare II       |
| Médaille de bronze | Allemagne        | Matthias Baumann | Alabaster        |
| Médaille de bronze | Allemagne        | Cord Mysegaes    | Ricardo          |

## Médailles
L'Allemagne remporte le plus grand nombre de médailles lors de ces compétitions équestres avec sept médailles dont trois en or, poursuivant ainsi leurs bons résultats des Jeux de 1988. Les résultats de l'Australie et des Pays-Bas sont également notables avec deux médailles d'or pour les australiens et trois médailles pour les néerlandais mais seulement une en or.
| Rang | Pays             | Médaille d'or | Médaille d'argent | Médaille de bronze | Total |
| 1    | Allemagne        | 3             | 2                 | 2                  | 7     |
| 2    | Australie        | 2             | 0                 | 0                  | 2     |
| 3    | Pays-Bas         | 1             | 2                 | 0                  | 3     |
| 4    | Nouvelle-Zélande | 0             | 1                 | 1                  | 2     |
| 5    | Autriche         | 0             | 1                 | 0                  | 1     |
| 6    | États-Unis       | 0             | 0                 | 2                  | 2     |
| 7    | France           | 0             | 0                 | 1                  | 1     |

## Conditions climatiques
La particularité de cette édition se situe au niveau des conditions climatiques dans lesquelles se sont déroulées les épreuves équestres. Les fortes températures constatées au cours de l'été madrilène ont eu un fort impact sur les chevaux au cours du concours, en particulier lors de l'épreuve de cross où plusieurs chevaux se sont trouvés en grande difficulté physique,. Ces chevaux présentent des signes d'hyperthermie et de très fortes températures. C'est la première fois dans l'histoire des Jeux que les conditions climatiques affectent indéniablement les performances sportives des chevaux. Cet événement a permis une prise de conscience quant au peu d'études scientifiques existantes jusqu'alors sur l'acclimatation des athlètes équins. Les problématiques rencontrées lors de ces jeux ont ainsi été exploitées afin d'assurer de meilleures conditions sportives aux chevaux lors des Jeux d'Atlanta en 1996,.

#### Ouvrages
- (en) Rapport officiel Vol.2, Games of the XXV Olympiad Barcelona 1992 : The means, Barcelone, COOB'92. S.A., 1992 (ISBN 84-7868-109-4, lire en ligne [PDF])
- (en) Rapport officiel Vol.3, Games of the XXV Olympiad Barcelona 1992 : The organisation, Barcelone, COOB'92. S.A., 1992 (ISBN 84-7868-110-8, lire en ligne [PDF])
- (en) Rapport officiel Vol.4, Games of the XXV Olympiad Barcelona 1992 : The games, Barcelone, COOB'92. S.A., 1992 (ISBN 84-7868-106-X, lire en ligne [PDF])
- (en) Rapport officiel Vol.5, Games of the XXV Olympiad Barcelona 1992 : The results, Barcelone, COOB'92. S.A., 1992 (ISBN 84-7868-283-X, lire en ligne [PDF])
- (en) Jennifer O. Bryant, Olympic Equestrian : A Century of International Horse Sport, Eclipse Press, 2008, 270 p. (ISBN 978-1-58150-179-7)
- (en) Donna de Haan et Jenni-Louise Johnson, « The Influential Games : How the Barcelona Olympics Changed the Sport of Eventing », Sport Science Review, vol. XIX, nos 3-4,‎ août 2010 (ISBN 9781476600666, lire en ligne)

#### Articles de presse
- Cheval Magazine, « Cahier spécial Jeux olympiques », Cheval Magazine, no 250,‎ septembre 1992, p. 1-48